# Заслуженный журналист Азербайджана
«Заслуженный журналист» (азерб. Azərbaycan Respublikasının əməkdar jurnalisti) —  почётное звание Азербайджанской Республики, присваиваемое за особые заслуги в сфере журналистики. Почётное звание  «Заслуженный журналист» было учреждено указом Президента Азербайджанской Республики от 22 мая 1998 года наряду с некоторыми другими званиями. 

## Присвоение
Президент Азербайджанской Республики присваивает почётное звание по личной инициативе, а также по предложению Национального Собрания и Кабинета Министров.
Почётное звание присваивается только гражданам Азербайджанской Республики. Согласно указу почетное звание «Заслуженный журналист» не может быть присвоено одному и тому же лицу повторно.
Удостоенное почётного звания лицо может быть лишено этого звания в случае:
1. осуждения за тяжкое преступление;
2. совершения проступка, запятнавшего почётное звание

## Описание
Лица, удостоенные почётного звания «Заслуженный журналист» Азербайджанской Республики также получают удостоверение и нагрудный знак почётного звания Азербайджанской Республики. Нагрудной знак носится на правой стороне груди.

## См.также
- Почётные звания Азербайджана
- Государственные награды Азербайджана